# 劉輯
刘辑（？年—？年），三国蜀汉宗室，蜀汉先主刘备之孙、安平悼王刘理之子。原封武邑侯，后因安平王三代（即刘理、刘胤、刘承祖孙三代）皆早卒，于景耀四年（261年）被后主刘禅立为安平王。263年曹魏司馬昭灭蜀，264年被迫东迁洛阳，拜奉车都尉，封乡侯。

## 資料來源
《三国志·蜀书·二主妃子传》